# 雷德菲尔德 (南达科他州)
雷德菲尔德（英語：Redfield），是美国南达科他州下属的一座城市。根据2010年美国人口普查，该市有人口2,333人。2011年估计该市人口约有2,355人，年增长率为0.94%。